# José María Domínguez
José María Domínguez (Gualeguaychú; 4 de septiembre de 1815-1871) fue gobernador de Entre Ríos, provincia de la República Argentina en el período de 1864 a 1868.

## Biografía
Nació el 4 de septiembre de 1815, sus padres fueron Antonio Domínguez y Gregoria Castañeda. Casado con Nicostrata Benítez, hija del acaudalado hombre de negocios José Benítez, matrimonio muy unido que fallecieron jóvenes. Dejó una descendencia de muchos hijos: Romana, Matilde, Rosario, Emilia, María, todos a su vez casados y tres que fallecieron solteros: José María, Apolinario y Sara.
Hombre culto, de decisiones claras y contundentes, adicto al poder y a la política, fue ministro del gobernador Justo José de Urquiza. Al terminar su mandato, éste lo eligió como su sucesor, por  ser  su  sobrino en lugar del general Ricardo López Jordán. Tenía también la anuencia del poder central, pues en una carta dirigida al presidente Bartolomé Mitre, hace referencia a esa elección.
El 1 de mayo de 1864 asumió Domínguez como gobernador, y realizó durante sus cuatro años de mandato una excelente obra de gobierno, creó el Banco de Entre Ríos en 1867 y en 1866 inauguró el Ferrocarril Primer Entrerriano, el 9 de julio de 1866, medidas que ayudaron al desarrollo de Entre Ríos.
Fue en su gestión ayudado por sus colaboradores y ministros Nicanor Molinas y Joaquín Sagastume. Se efectúa en su gestión a partir de 1864 un reducido déficit, gracias al proceso de reorganización fiscal y administrativa.
Falleció a los 56 años de edad, en el año 1871 y su esposa Nicostrata murió poco tiempo después, con tan solo 44 años de edad, en noviembre de 1875. Sus retratos fueron pintados por el pintor Amadeo Gras.